# شهرستان بوید (نبراسکا)
شهرستان بوید، نبراسکا (به انگلیسی: Boyd County, Nebraska) یک سکونتگاه مسکونی در ایالات متحده آمریکا است که در نبراسکا واقع شده‌است.

## خصوصیات
شهرستان بوید ۱٬۴۱۱٫۵۵ کیلومترمربع مساحت دارد.